# ジョン・クインシー・アダムス・ウォード
ジョン・クインシー・アダムス・ウォード（John Quincy Adams Ward、1830年6月29日 - 1910年5月1日）は、アメリカ合衆国の彫刻家である。軍人などの多くの人物のモニュメントを制作した。

## 略歴
オハイオ州のウルバナ（Urbana）の旧家に生まれた。弟のエドガー・メルヴィル・ウォード（Edgar Melville Ward: 1839-1915）は画家になった。邸宅の隣人に陶芸家マイルズ・チャットフィールド（Miles Chatfield）がいて、11歳からチャットフィールドの工房で美術に親しんだ 。家族は医者になることを望んだが、マラリアに感染した後、勉強を断念した。
ニューヨーク、ブルックリン区の姉夫婦の邸に移り、1849年から1856年までの7年間、彫刻家のヘンリー・カーク・ブラウン（1814-1886）の下で修行し、ブラウンが制作したワシントンの騎乗モニュメントの制作の助手を務めた。1857年にワシントンに移り、上流階級の人物の胸像制作で知られるようになった。南北戦争が始まった1861年にマサチューセッツ州チコピーの金属加工会社（Ames Manufacturing Company）で働き、北軍の将校の装飾品のデザインなどをした。
1861年にニューヨークにスタジオを設立し、1862年にナショナル・アカデミー・オブ・デザインの会員に選ばれた。1893年にダニエル・チェスター・フレンチ（Daniel Chester French 1850-1931）やリチャード・モリス・ハント（Richard Morris Hunt: 1827-1895）と共に全米彫刻協会（National Sculpture Society）の創立会員になり、1904年まで会長を務めた。
1910年にニューヨークで亡くなった。没後に未亡人の許可を得て1928年アムステルダムオリンピックの芸術競技の展覧会にウォードの1860年の作品『The Indian Hunter』が出展された。

## 作品

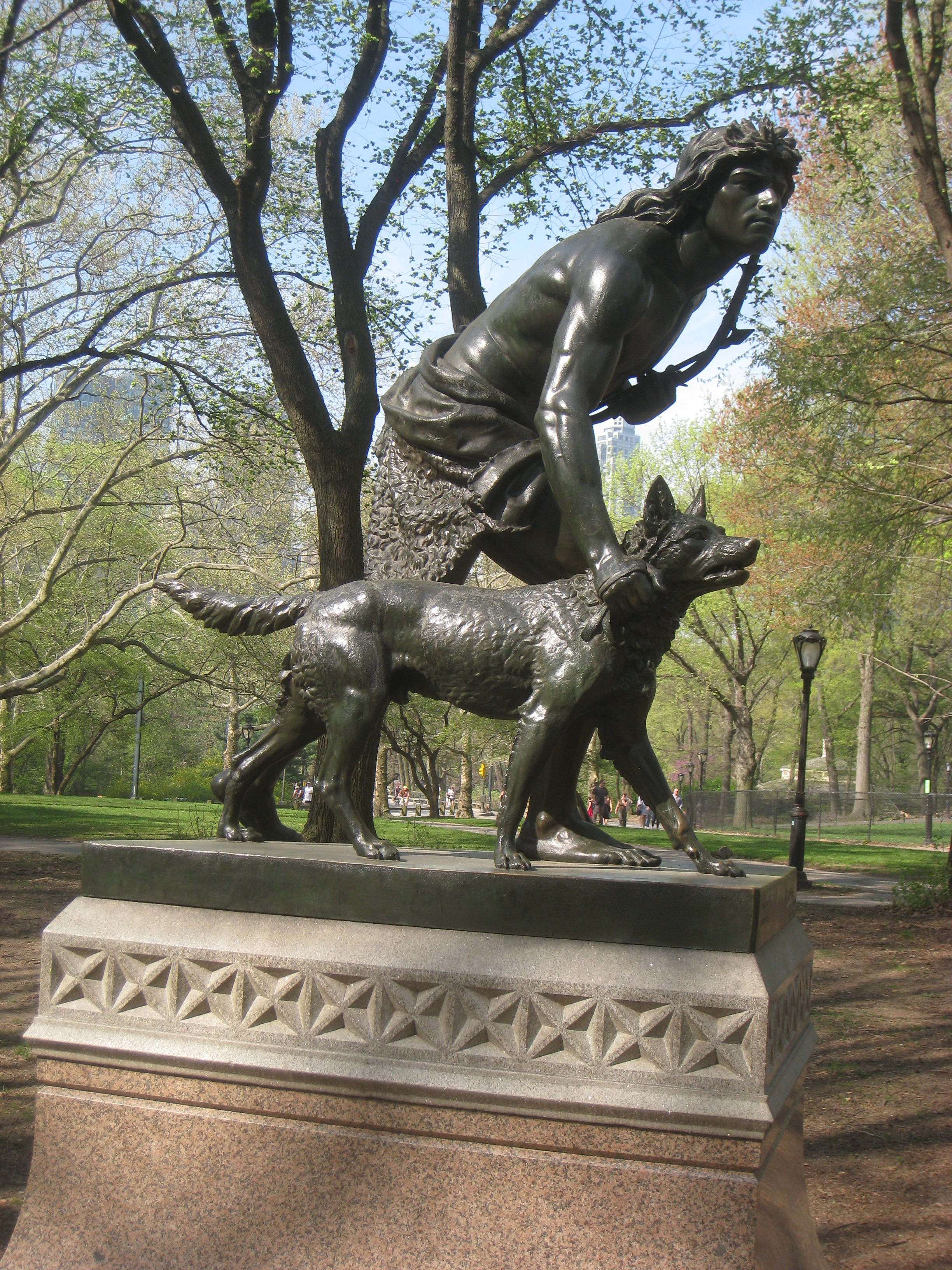
"Indian Hunter"(1860)
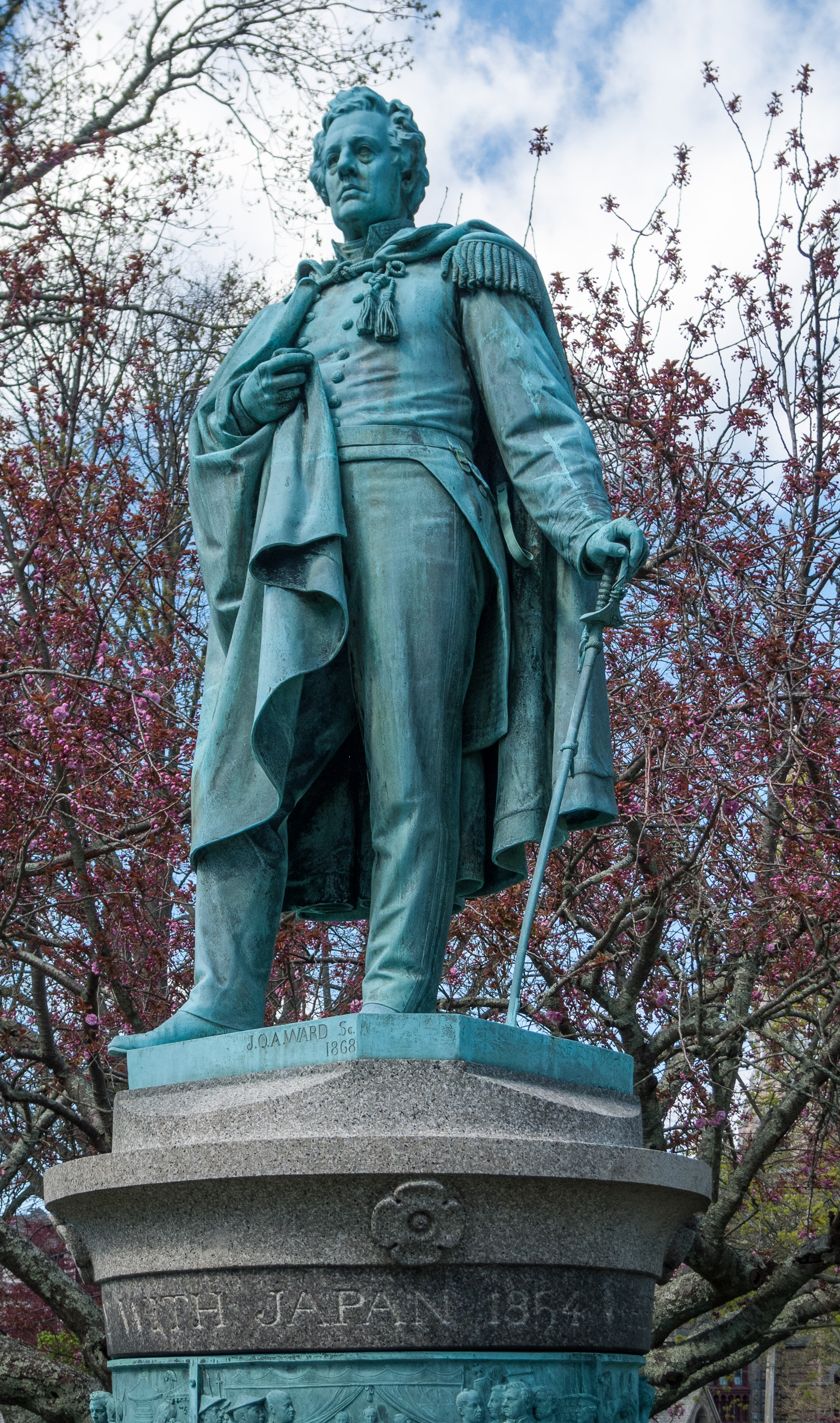
ペリー提督のモニュメント、Touro Park
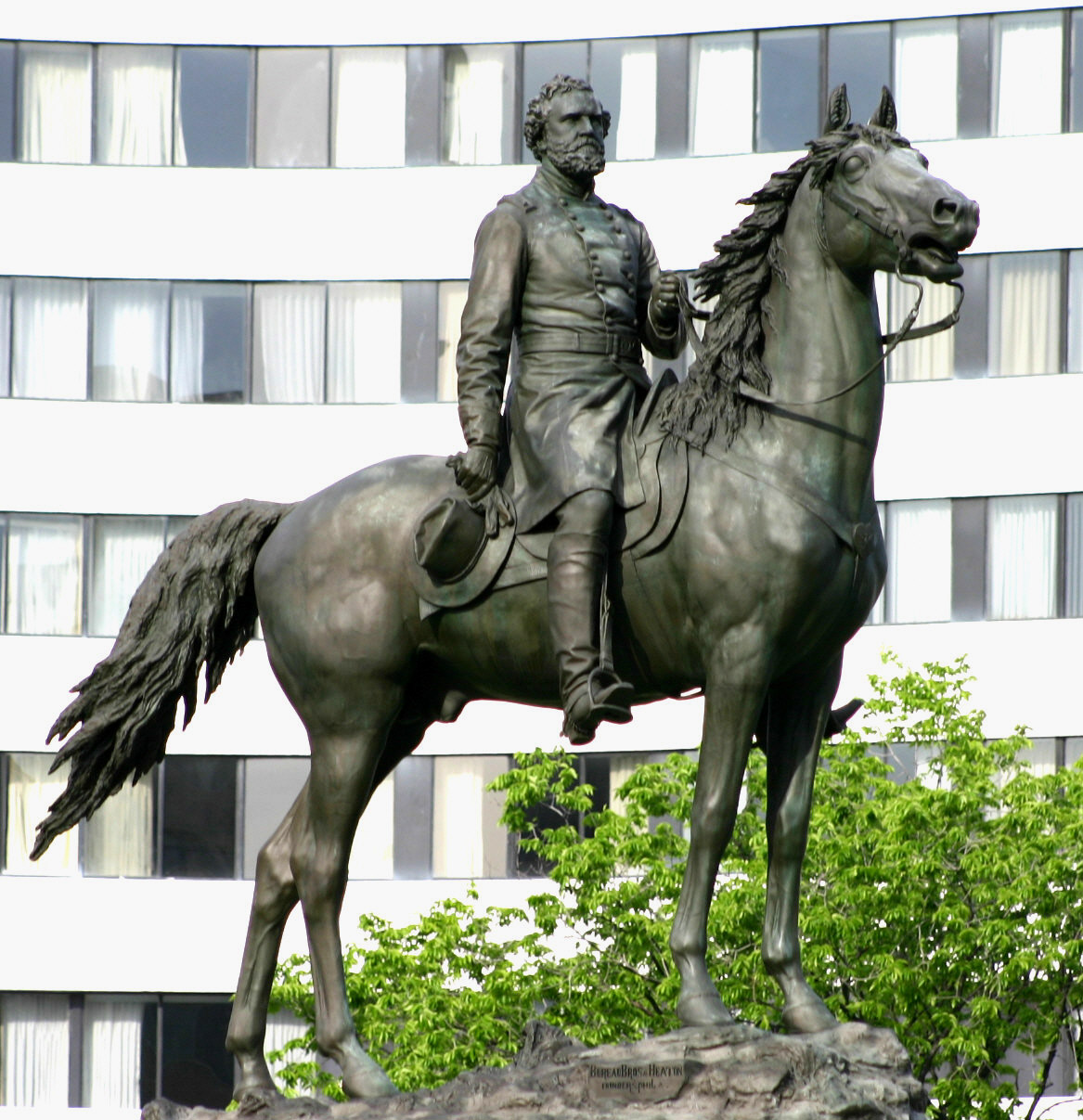
北軍将軍ジョージ・ヘンリー・トーマス(1879)
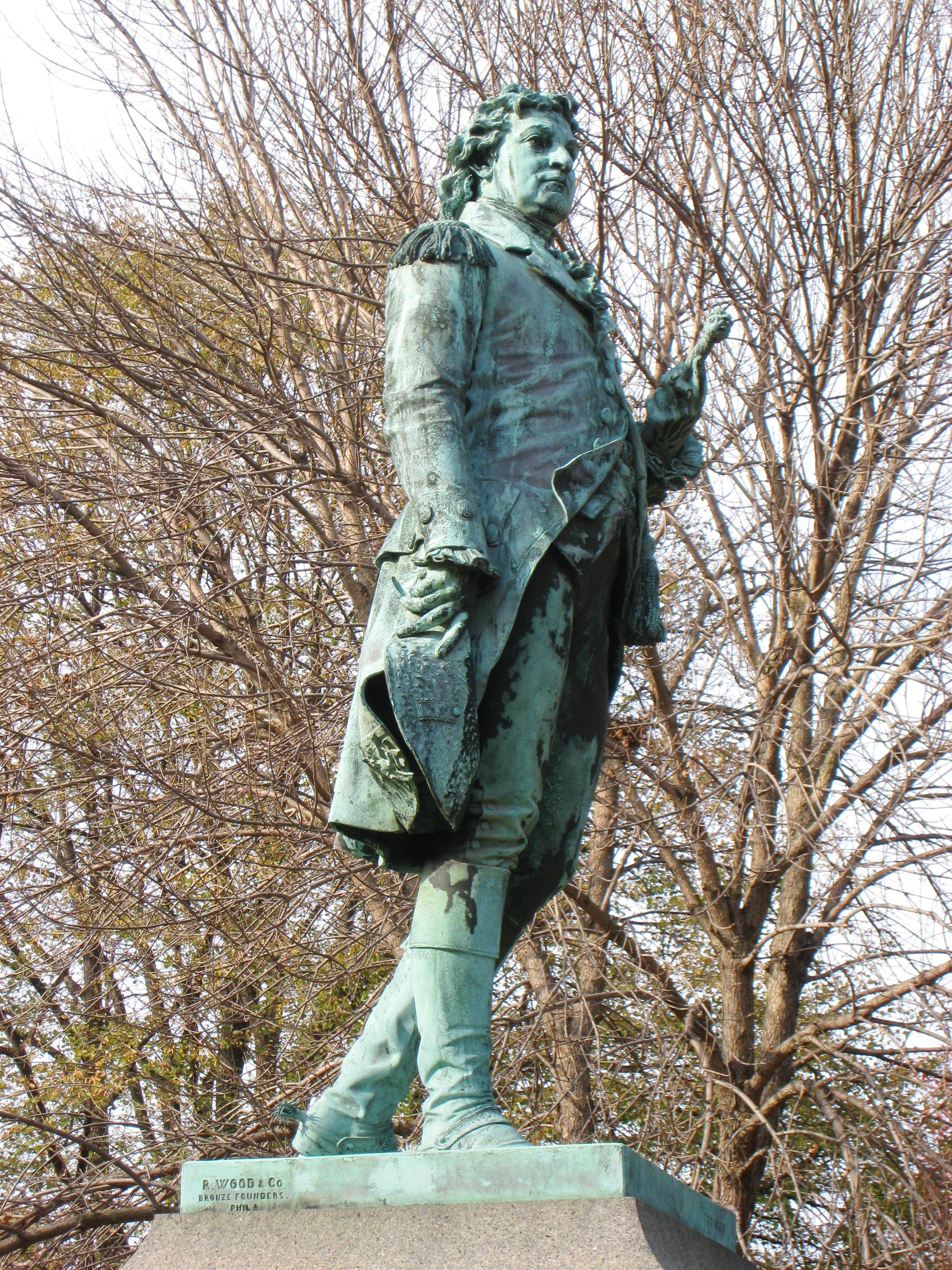
イズラエル・パットナム